# ラウレアーノ・アントニオ・ビジャ・スアレス
トニ（Toni）ことラウレアーノ・アントニオ・ビジャ・スアレス（Laureano Antonio Villa Suárez、1995年1月7日 - ）は、スペイン・ムルシア州ムルシア出身のプロサッカー選手。セグンダ・ディビシオン・SDエイバルに所属している。ポジションはFW, MF。

## 来歴
カンテラ時代からレアル・バリャドリードで過ごし、2013-14シーズンにテルセーラ・ディビシオン所属のBチームに昇格。2014年4月23日のラシン・レルメーニョ戦でプロデビュー。その後もBチームでプレーし、2016年6月8日にトップチーム昇格が決まり、2018年までの契約を締結。しかし、8月4日にクルトゥラル・レオネサに、買い戻しオプション付きで移籍が決定。1シーズンプレーした。
2017年6月、レオネサはセグンダ・ディビシオンへの昇格が決定し、同月12日にバリャドリードはトニの買い戻しオプションを行使し、復帰が決定。9月3日のCDテネリフェ戦でバリャドリードデビュー。12月4日に2021年までの契約を締結。2017-18シーズンはセグンダ・ディビシオンで5位に入り、昇格プレーオフに進出。プレーオフを勝ち抜き、2013-14シーズン以来のプリメーラ・ディビシオン復帰に貢献した。
2018-19シーズン開幕戦となった、2018年8月17日のジローナFC戦で、リーガ初出場。12月2日のCDレガネス戦では、リーガでのゴールを決めた。
2022年9月1日、ジローナFCに3年契約で移籍した。
2024年8月27日、SDエイバルに2年契約で移籍した。